# آرا هاکوبیان (بازیکن فوتبال)
آرا خاچاتوری هاکوبیان (ارمنی: Արա Խաչատուրի Հակոբյան؛ زادهٔ ۴ نوامبر ۱۹۸۰ در ایروان) یک بازیکن فوتبال در پست مهاجم اهل ارمنستان است.

## باشگاهی
از باشگاه‌هایی که در آن بازی کرده‌است می‌توان به دوین آرتاشات، آراکس آرارات، اسپارتاک ولادی‌قفقاز، متالورگ دونتسک، استال آلچفسک، اسپارتاک ایروان، متالورگ-۲ دونتسک، بانانتس، استال کامیانسکه، ایلیچیوتس ماریوپول، زیمبرو کیشیناو، گومل، میکا، اولیس، شهرخودرو خراسان، آرارات ایروان و آلاشکرت اشاره کرد.

## تیم ملی
وی همچنین در تیم ملی فوتبال ارمنستان بازی کرده‌است. هاکوبیان نخستین بازی ملی خود را که یک بازی دوستانه بود در تاریخ ۲۱ نوامبر ۱۹۹۸ در آبوویان در مقابل استونی انجام داده‌است.

### آمارهای تیم ملی
| تیم ملی فوتبال ارمنستان | تیم ملی فوتبال ارمنستان | تیم ملی فوتبال ارمنستان |
| سال                     | حضورها                  | گل‌ها                    |
| ----------------------- | ----------------------- | ----------------------- |
| ۱۹۹۸                    | ۱                       | ۰                       |
| ۱۹۹۹                    | ۲                       | ۰                       |
| ۲۰۰۰                    | ۴                       | ۰                       |
| ۲۰۰۱                    | ۲                       | ۰                       |
| ۲۰۰۲                    | ۱                       | ۰                       |
| ۲۰۰۳                    | ۲                       | ۰                       |
| ۲۰۰۴                    | ۶                       | ۱                       |
| ۲۰۰۵                    | ۸                       | ۳                       |
| ۲۰۰۶                    | ۴                       | ۰                       |
| ۲۰۰۷                    | ۳                       | ۱                       |
| ۲۰۰۸                    | ۸                       | ۲                       |
| ۲۰۰۹                    | ۱                       | ۰                       |
| مجموعا                  | ۴۲                      | ۷                       |

## گل‌های ملی
| #  | تاریخ          | ورزشگاه             | حریف      | گل زده | نتیجه | رقابت                                       |
| -- | -------------- | ------------------- | --------- | ------ | ----- | ------------------------------------------- |
| ۱. | ۲۸ آوریل ۲۰۰۴  | ارمنستان            | ترکمنستان | ۱–۰    | بر    | بازی دوستانه                                |
| ۲. | ۲۶ مارس ۲۰۰۵   | ارمنستان            | آندورا    | ۲–۱    | برد   | مرحله مقدماتی جام جهانی فوتبال ۲۰۰۶ (اروپا) |
| ۳. | ۷ اوت ۲۰۰۵     | جمهوری چک           | چک        | ۱–۴    | باخت  | مرحله مقدماتی جام جهانی فوتبال ۲۰۰۶ (اروپا) |
| ۴. | ۱۰ اکتبر ۲۰۰۵  | آندورا              | آندورا    | ۳–۰    | برد   | مرحله مقدماتی جام جهانی فوتبال ۲۰۰۶ (اروپا) |
| ۵. | ۱۵ ژانویه ۲۰۰۷ | ایالات متحده آمریکا | پاناما    | ۱–۱    | تساوی | بازی دوستانه                                |
| ۶. | ۲ فوریه ۲۰۰۸   | مالت                | مالت      | ۱–۰    | برد   | تورنمنت مالت                                |
| ۷. | ۴ فوریه ۲۰۰۸   | مالت                | بلاروس    | ۲–۱    | برد   | تورنمنت مالت                                |

## افتخارات

### باشگاهی
باشگاه فوتبال اسپارتاک ایروان
- قهرمان لیگ برتر فوتبال ارمنستان (۱): ۲۰۰۰
- نایب قهرمان لیگ برتر فوتبال ارمنستان (۱): ۲۰۰۲
- مقام سوم لیگ برتر فوتبال ارمنستان (۱): ۱۹۹۹

باشگاه فوتبال اورارتو
- نایب قهرمان جام استقلال ارمنستان (۱): ۲۰۰۳

باشگاه فوتبال میکا
- نایب قهرمان لیگ برتر فوتبال ارمنستان (۱): ۲۰۰۹

### انفرادی
- برترین گلزن لیگ برتر فوتبال ارمنستان (۳): ۱۹۹۸, ۲۰۰۰, ۲۰۰۳
- بازیکن فوتبال سال ارمنستان (۱): ۲۰۰۳
- رکورد برای بیشترین گل زده در یک فصل لیگ برتر فوتبال ارمنستان: ۴۵ گل (لیگ برتر فوتبال ارمنستان ۲۰۰۳)